# Sant Jaume de Frontanyà Vell
Sant Jaume de Frontanyà Vell és una obra del municipi de Sant Jaume de Frontanyà (Berguedà) inclosa en l'Inventari del Patrimoni Arquitectònic de Catalunya.

## Descripció
Consisteix en les restes de l'antiga església preromànica de Sant Jaume de Frontanyà. En queden solament uns murs, rectangulars, arran de terra amb unes mides de 9,40 per 3 metres aproximadament. Dels vestigis s'abstreu que devia ésser una construcció massissa, amb unes parets molt gruixudes (1 m de gruix) i amb capçalera carrada. A ponent, les restes presenten un mur de pedra escairadada de difícil identificació. A migdia de l'església, sorprèn la presencia d'un mur que tanca un espai d'uns 6 metres.

## Història
La primera església de Sant Jaume de Frontanyà fou consagrada l'any 905 pel bisbe de la Seu d'Urgell Nantigís, i fou advocada a l'apòstol Sant Jaume. En l'acta de consagració s'esmenten els límits d'aquesta: Sant Vicenç de Castell de l'Areny, Santa Maria de Lillet, el serrat de Cosp, i la serralada de Montner, i també la riera de Merlès. La consagració de dita església fou presenciada, també, per Miró el Jove i Guifré II, ambdós fills de Guifré el Pelós, així com abats, sacerdots, clergues i laics que no s'esmenten particularment.
L'església fou abandonada a mitjans del segle xi, després de la construcció del nou temple corresponent al primer romànic. L'església de Sant Jaume tingué una preeminència sobre les seves veïnes: Sant Cristòfol de les Planes, Sant Esteve de Montner o Tubau, Santa Eugènia de Solls, Sant Llorenç Corrubí, Sant Julià de Cosp, Santa Magdalena de Malosa i Santa Maria d'Oms. A partir del segle xi començaren les donacions i la construcció d'una nova església que fou la seu de la comunitat agustina que s'hi va constituir.